# Elezioni politiche suppletive in Italia del 2020
Le elezioni politiche suppletive italiane del 2020 sono le elezioni tenute in Italia nel corso del 2020 per eleggere deputati o senatori dei collegi uninominali rimasti vacanti.

## Camera dei deputati

### Collegio Lazio 1 - 01

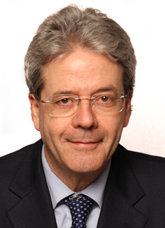
Il deputato uscente Paolo Gentiloni.

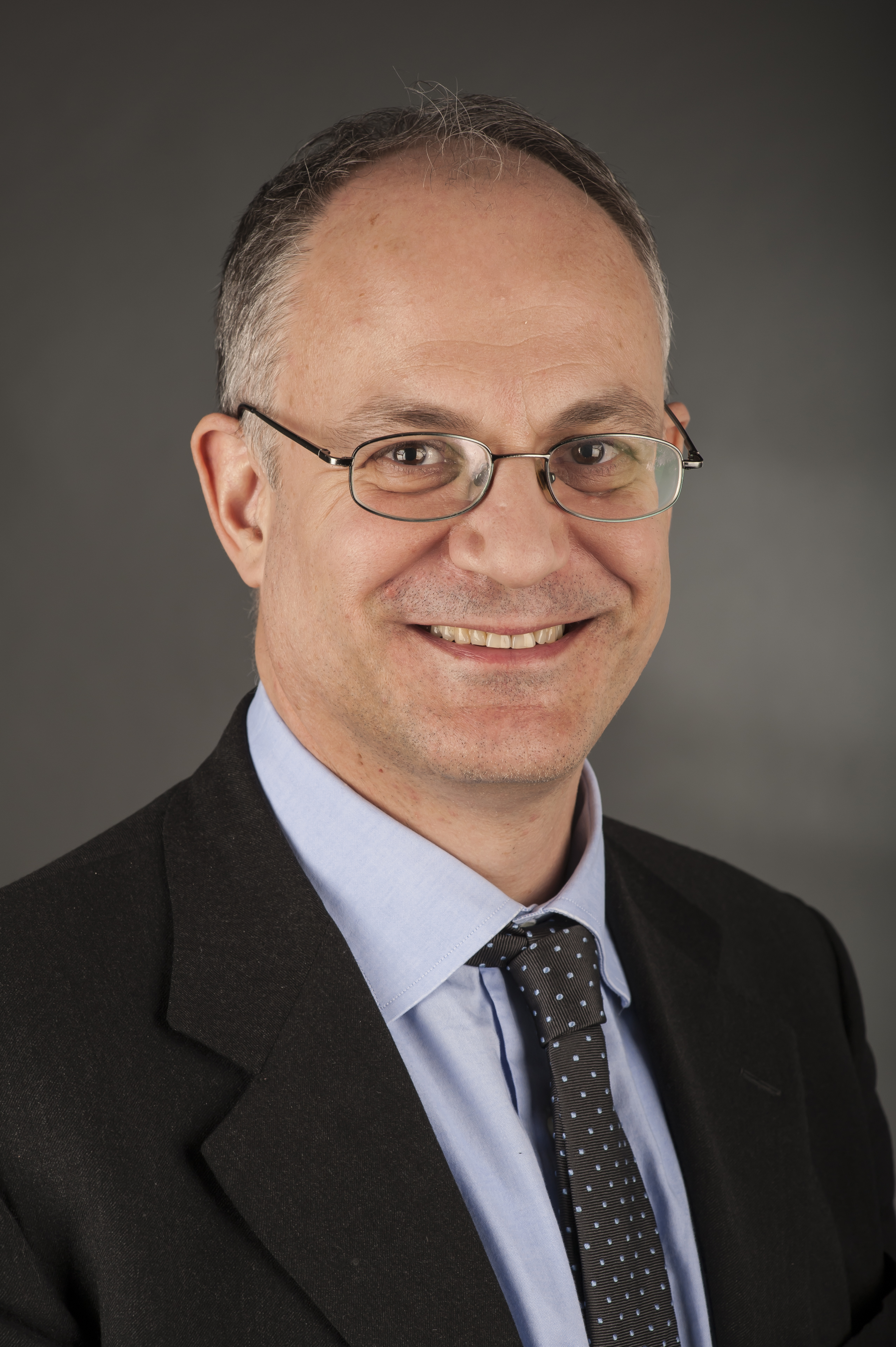
Il deputato Roberto Gualtieri, eletto il 1º marzo 2020.

Le elezioni politiche suppletive nel collegio uninominale Lazio 1 - 01 si sono tenute il 1º marzo 2020 per eleggere un deputato per il seggio lasciato vacante da Paolo Gentiloni (PD), dimessosi il 2 dicembre 2019, dopo essere stato nominato Commissario europeo per gli affari economici e monetari nella commissione von der Leyen I.
Il collegio elettorale è formato da parte del territorio del comune di Roma: Rione Monti, Rione Trevi, Rione Colonna, Rione Campo Marzio, Rione Ponte, Rione Parione, Rione Regola, Rione Sant'Eustachio, Rione Pigna, Rione Campitelli, Rione Sant'Angelo, Rione Ripa, Rione Borgo, Rione Esquilino, Rione Ludovisi, Rione Sallustiano, Rione Castro Pretorio, Rione Celio, Rione San Saba, Rione Testaccio, Rione Trastevere, Quartiere Trionfale, Rione Prati, Quartiere Flaminio, Quartiere Della Vittoria.
A seguito dell'elezione, è risultato eletto deputato Roberto Gualtieri (PD).
| Partito                            | Partito                                              | Candidato                          | Risultati 1º marzo 2020 | Risultati 1º marzo 2020 |
| Partito                            | Partito                                              | Candidato                          | Voti                    | %                       |
| ---------------------------------- | ---------------------------------------------------- | ---------------------------------- | ----------------------- | ----------------------- |
|                                    | Con Roberto Gualtieri                                | Roberto Gualtieri                  | 20 304                  | 62,24                   |
|                                    | Fratelli d'Italia-Forza Italia-Lega-Unione di Centro | Maurizio Leo                       | 8 508                   | 26,08                   |
|                                    | Movimento 5 Stelle                                   | Rossella Rendina                   | 1 422                   | 4,36                    |
|                                    | Partito Comunista                                    | Marco Rizzo                        | 855                     | 2,62                    |
|                                    | Potere al Popolo!                                    | Elisabetta Canitano                | 785                     | 2,41                    |
|                                    | Il Popolo della Famiglia                             | Mario Adinolfi                     | 432                     | 1,32                    |
|                                    | Volt Italia                                          | Luca Maria Lo Muzio Lezza          | 316                     | 0,97                    |
|                                    |                                                      |                                    |                         |                         |
| Iscritti                           | Iscritti                                             | Iscritti                           | 186 234                 | 100,00                  |
| ↳ Votanti (% su iscritti)          | ↳ Votanti (% su iscritti)                            | ↳ Votanti (% su iscritti)          | 32 880                  | 17,66                   |
| ↳ Voti validi (% su votanti)       | ↳ Voti validi (% su votanti)                         | ↳ Voti validi (% su votanti)       | 32 622                  | 99,22                   |
| ↳ Schede non valide (% su votanti) | ↳ Schede non valide (% su votanti)                   | ↳ Schede non valide (% su votanti) | 258                     | 0,78                    |
| ↳ Astenuti (% su iscritti)         | ↳ Astenuti (% su iscritti)                           | ↳ Astenuti (% su iscritti)         | 153 354                 | 82,34                   |
|                                    |                                                      |                                    |                         |                         |
|                                    | Esito: collegio confermato a Con Roberto Gualtieri   |                                    |                         |                         |

## Senato della Repubblica

### Collegio Campania - 07

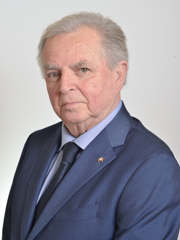
Il senatore Franco Ortolani, deceduto il 22 novembre 2019.

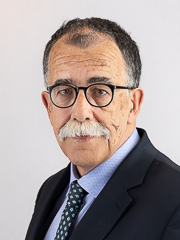
Il senatore Sandro Ruotolo, eletto il 23 febbraio 2020.

Le elezioni politiche suppletive nel collegio uninominale Campania - 07 si sono tenute il 23 febbraio 2020 per eleggere un senatore per il seggio lasciato vacante da Franco Ortolani (M5S), deceduto il 22 novembre 2019.
Il collegio elettorale è formato da parte del territorio del comune di Napoli: i quartieri Arenella, Barra, Miano, Piscinola, Poggioreale, Ponticelli, San Carlo all'Arena, San Giovanni a Teduccio, San Pietro a Patierno, Scampia, Secondigliano, Vicaria, Vomero e Zona Industriale.
A seguito dell'elezione, è risultato eletto senatore Sandro Ruotolo (indipendente di sinistra).
| Partito                            | Partito                                                          | Candidato                          | Risultati 23 febbraio 2020 | Risultati 23 febbraio 2020 |
| Partito                            | Partito                                                          | Candidato                          | Voti                       | %                          |
| ---------------------------------- | ---------------------------------------------------------------- | ---------------------------------- | -------------------------- | -------------------------- |
|                                    | Napoli con Ruotolo                                               | Sandro Ruotolo                     | 16 243                     | 48,45                      |
|                                    | Lega-Forza Italia-Fratelli d'Italia                              | Salvatore Guangi                   | 8 066                      | 24,06                      |
|                                    | Movimento 5 Stelle                                               | Luigi Napolitano                   | 7 533                      | 22,47                      |
|                                    | Potere al Popolo!                                                | Giuseppe Aragno                    | 865                        | 2,58                       |
|                                    | Rinascimento Partenopeo                                          | Riccardo Guarino                   | 819                        | 2,44                       |
|                                    |                                                                  |                                    |                            |                            |
| Iscritti                           | Iscritti                                                         | Iscritti                           | 357 299                    | 100,00                     |
| ↳ Votanti (% su iscritti)          | ↳ Votanti (% su iscritti)                                        | ↳ Votanti (% su iscritti)          | 34 009                     | 9,52                       |
| ↳ Voti validi (% su votanti)       | ↳ Voti validi (% su votanti)                                     | ↳ Voti validi (% su votanti)       | 33 526                     | 98,58                      |
| ↳ Schede non valide (% su votanti) | ↳ Schede non valide (% su votanti)                               | ↳ Schede non valide (% su votanti) | 483                        | 1,42                       |
| ↳ Astenuti (% su iscritti)         | ↳ Astenuti (% su iscritti)                                       | ↳ Astenuti (% su iscritti)         | 323 290                    | 90,48                      |
|                                    |                                                                  |                                    |                            |                            |
|                                    | Esito: collegio passa da Movimento 5 Stelle a Napoli con Ruotolo |                                    |                            |                            |

### Collegio Umbria - 02

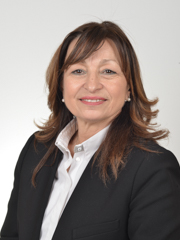
La senatrice uscente Donatella Tesei.

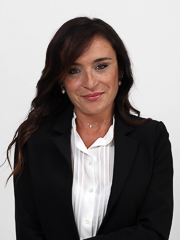
La senatrice Valeria Alessandrini, eletta l'8 marzo 2020.

Le elezioni politiche suppletive nel collegio uninominale Umbria - 02 si sono tenute l'8 marzo 2020, per eleggere un senatore per il seggio lasciato vacante da Donatella Tesei (Lega), dimessasi il 28 novembre 2019, dopo essere stata eletta Presidente della Regione Umbria.
Il collegio elettorale è formato dal territorio di 60 comuni: Acquasparta, Allerona, Alviano, Amelia, Arrone, Attigliano, Avigliano Umbro, Baschi, Bevagna, Calvi dell'Umbria, Campello sul Clitunno, Cannara, Cascia, Castel Giorgio, Castel Ritaldi, Castel Viscardo, Cerreto di Spoleto, Fabro, Ferentillo, Ficulle, Foligno, Fratta Todina, Giano dell'Umbria, Giove, Gualdo Cattaneo, Guardea, Lugnano in Teverina, Massa Martana, Monte Castello di Vibio, Montecastrilli, Montecchio, Montefalco, Montefranco, Montegabbione, Monteleone di Spoleto, Monteleone d'Orvieto, Narni, Nocera Umbra, Norcia, Orvieto, Otricoli, Parrano, Penna in Teverina, Poggiodomo, Polino, Porano, Preci, San Gemini, San Venanzo, Sant'Anatolia di Narco, Scheggino, Sellano, Spello, Spoleto, Stroncone, Terni, Todi, Trevi, Vallo di Nera, Valtopina.
A seguito dell'elezione, è risultata eletta senatrice Valeria Alessandrini (Lega).
| Partito                            | Partito                                                          | Candidato                          | Risultati 8 marzo 2020 | Risultati 8 marzo 2020 |
| Partito                            | Partito                                                          | Candidato                          | Voti                   | %                      |
| ---------------------------------- | ---------------------------------------------------------------- | ---------------------------------- | ---------------------- | ---------------------- |
|                                    | Lega-Forza Italia-Fratelli d'Italia                              | Valeria Alessandrini               | 23 552                 | 53,74                  |
|                                    | Mascio per l'Umbria                                              | Maria Elisabetta Mascio            | 16 669                 | 38,03                  |
|                                    | Movimento 5 Stelle                                               | Roberto Alcidi                     | 3 282                  | 7,49                   |
|                                    | Riconquistare l'Italia                                           | Armida Gargani                     | 325                    | 0,74                   |
|                                    |                                                                  |                                    |                        |                        |
| Iscritti                           | Iscritti                                                         | Iscritti                           | 306 382                | 100,00                 |
| ↳ Votanti (% su iscritti)          | ↳ Votanti (% su iscritti)                                        | ↳ Votanti (% su iscritti)          | 44 580                 | 14,55                  |
| ↳ Voti validi (% su votanti)       | ↳ Voti validi (% su votanti)                                     | ↳ Voti validi (% su votanti)       | 43 828                 | 98,31                  |
| ↳ Schede non valide (% su votanti) | ↳ Schede non valide (% su votanti)                               | ↳ Schede non valide (% su votanti) | 752                    | 1,69                   |
| ↳ Astenuti (% su iscritti)         | ↳ Astenuti (% su iscritti)                                       | ↳ Astenuti (% su iscritti)         | 261 802                | 85,45                  |
|                                    |                                                                  |                                    |                        |                        |
|                                    | Esito: collegio confermato a Lega-Forza Italia-Fratelli d'Italia |                                    |                        |                        |

### Collegio Sardegna - 03

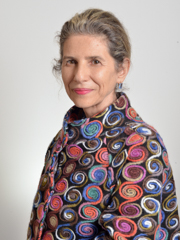
La senatrice Vittoria Bogo Deledda, deceduta il 17 marzo 2020.

Le elezioni politiche suppletive nel collegio uninominale Sardegna - 03 si sono tenute il 20 e 21 settembre 2020 per eleggere un senatore per il seggio lasciato vacante da Vittoria Bogo Deledda (M5S), deceduta il 17 marzo 2020.
Il collegio elettorale è formato dal territorio di tutta la provincia di Sassari e dai comuni di Bitti, Galtellì, Irgoli, Loculi, Lodè, Lula, Onanì, Onifai, Orosei, Orune, Osidda, Posada, Siniscola e Torpè nella provincia di Nuoro.
A seguito dell'elezione, è risultato eletto senatore Carlo Doria (PSd'Az).
| Partito                            | Partito                                                                           | Candidato                          | Risultati 20/21 settembre 2020 | Risultati 20/21 settembre 2020 |
| Partito                            | Partito                                                                           | Candidato                          | Voti                           | %                              |
| ---------------------------------- | --------------------------------------------------------------------------------- | ---------------------------------- | ------------------------------ | ------------------------------ |
|                                    | Lega-Forza Italia-Fratelli d'Italia                                               | Carlo Doria                        | 49.725                         | 40,25                          |
|                                    | Nord Sardegna con Lorenzo Corda                                                   | Lorenzo Corda                      | 35.718                         | 28,91                          |
|                                    | Agostinangelo Marras per la Sardegna                                              | Agostinangelo Marras               | 30.671                         | 24,83                          |
|                                    | Partito Socialista Italiano                                                       | Gian Mario Salis                   | 7.434                          | 6,02                           |
|                                    |                                                                                   |                                    |                                |                                |
| Iscritti                           | Iscritti                                                                          | Iscritti                           | 467.122                        | 100,00                         |
| ↳ Votanti (% su iscritti)          | ↳ Votanti (% su iscritti)                                                         | ↳ Votanti (% su iscritti)          | 145.262                        | 31,10                          |
| ↳ Voti validi (% su votanti)       | ↳ Voti validi (% su votanti)                                                      | ↳ Voti validi (% su votanti)       | 123.548                        | 85,05                          |
| ↳ Schede non valide (% su votanti) | ↳ Schede non valide (% su votanti)                                                | ↳ Schede non valide (% su votanti) | 21.714                         | 14,95                          |
| ↳ Astenuti (% su iscritti)         | ↳ Astenuti (% su iscritti)                                                        | ↳ Astenuti (% su iscritti)         | 321.86                         | 68,90                          |
|                                    |                                                                                   |                                    |                                |                                |
|                                    | Esito: collegio passa da Movimento 5 Stelle a Lega-Forza Italia-Fratelli d'Italia |                                    |                                |                                |

### Collegio Veneto - 09

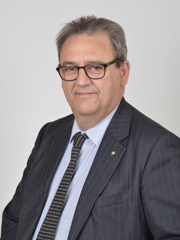
Il senatore Stefano Bertacco, deceduto il 14 giugno 2020.

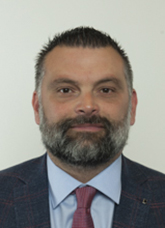
Il senatore Luca De Carlo, eletto il 21 settembre 2020.

Le elezioni politiche suppletive nel collegio uninominale Veneto - 09 si sono tenute il 20 e 21 settembre 2020 per eleggere un senatore per il seggio lasciato vacante da Stefano Bertacco (FdI), deceduto il 14 giugno 2020.
Il collegio elettorale è formato dal territorio dei comuni di: Albaredo d'Adige, Angiari, Arcole, Bardolino, Belfiore, Bevilacqua, Bonavigo, Boschi Sant'Anna, Bovolone, Bussolengo, Buttapietra, Caldiero, Casaleone, Castagnaro, Castel d'Azzano, Castelnuovo del Garda, Cavaion Veronese, Cerea, Cologna Veneta, Concamarise, Costermano sul Garda, Erbè, Garda, Gazzo Veronese, Isola della Scala, Isola Rizza, Lazise, Legnago, Minerbe, Mozzecane, Nogara, Nogarole Rocca, Oppeano, Palù, Peschiera del Garda, Povegliano Veronese, Pressana, Ronco all'Adige, Roverchiara, Roveredo di Guà, Salizzole, San Giovanni Lupatoto, San Pietro di Morubio, Sanguinetto, Sommacampagna, Sona, Sorgà, Terrazzo, Torri del Benaco, Trevenzuolo, Valeggio sul Mincio, Veronella, Vigasio, Villa Bartolomea, Villafranca di Verona, Zevio, Zimella.
A seguito dell'elezione, è risultato eletto senatore Luca De Carlo (FdI).
| Partito                            | Partito                                                          | Candidato                          | Risultati 20/21 settembre 2020 | Risultati 20/21 settembre 2020 |
| Partito                            | Partito                                                          | Candidato                          | Voti                           | %                              |
| ---------------------------------- | ---------------------------------------------------------------- | ---------------------------------- | ------------------------------ | ------------------------------ |
|                                    | Fratelli d'Italia-Lega-Forza Italia                              | Luca De Carlo                      | 132 907                        | 71,87                          |
|                                    | Partito Democratico                                              | Matteo Melotti                     | 35 059                         | 18,96                          |
|                                    | Movimento 5 Stelle                                               | Emanuele Sterzi                    | 16 967                         | 9,17                           |
|                                    |                                                                  |                                    |                                |                                |
| Iscritti                           | Iscritti                                                         | Iscritti                           | 326 475                        | 100,00                         |
| ↳ Votanti (% su iscritti)          | ↳ Votanti (% su iscritti)                                        | ↳ Votanti (% su iscritti)          | 201 953                        | 61,86                          |
| ↳ Voti validi (% su votanti)       | ↳ Voti validi (% su votanti)                                     | ↳ Voti validi (% su votanti)       | 184 933                        | 91,57                          |
| ↳ Schede non valide (% su votanti) | ↳ Schede non valide (% su votanti)                               | ↳ Schede non valide (% su votanti) | 17 020                         | 8,43                           |
| ↳ Astenuti (% su iscritti)         | ↳ Astenuti (% su iscritti)                                       | ↳ Astenuti (% su iscritti)         | 124 522                        | 38,14                          |
|                                    |                                                                  |                                    |                                |                                |
|                                    | Esito: collegio confermato a Fratelli d'Italia-Lega-Forza Italia |                                    |                                |                                |

## Riepilogo
| Data            | Camera                  | Circoscrizione | Collegio                   | Partito | Partito | Parlamentare uscente  | Partito | Partito    | Parlamentare eletto  |
| --------------- | ----------------------- | -------------- | -------------------------- | ------- | ------- | --------------------- | ------- | ---------- | -------------------- |
| 23 febbraio     | Senato della Repubblica | Campania       | 07 (Napoli 1)              |         | M5S     | Franco Ortolani       |         | Ind. di sx | Sandro Ruotolo       |
| 1º marzo        | Camera dei Deputati     | Lazio 1        | 01 (Roma 1)                |         | PD      | Paolo Gentiloni       |         | PD         | Roberto Gualtieri    |
| 8 marzo         | Senato della Repubblica | Umbria         | 02 (Terni)                 |         | Lega    | Donatella Tesei       |         | Lega       | Valeria Alessandrini |
| 20-21 settembre | Senato della Repubblica | Sardegna       | 03 (Sassari)               |         | M5S     | Vittoria Bogo Deledda |         | PSd'Az     | Carlo Doria          |
| 20-21 settembre | Senato della Repubblica | Veneto         | 09 (Villafranca di Verona) |         | FdI     | Stefano Bertacco      |         | FdI        | Luca De Carlo        |